# Alsophylax pipiens
Alsophylax pipiens är en geckoödla som förekommer i Centralasien.
Artens huvudsakliga utbredningsområde sträcker sig från Kaspiska havet över Kazakstan till södra Mongoliet och norra Kina (Inre Mongoliet). I syd når arten Turkmenistan och Uzbekistan. Utbredningsområdet ligger 400 till 1550 meter över havet. En avskild population lever i Astrachan oblast i Ryssland nordväst om Kaspiska havet. Habitatet utgörs av stäpper och halvöknar med gräs och örter.
Individerna föredrar områden med stenar och klippor som kan vara gömställen. Honor lägger ett eller två ägg per tillfälle.
Delar av populationen hotas av gruvdrift eller av bostadsbyggen. I utbredningsområdet förekommer olika skyddszoner. Den ryska populationen förtecknas i Rysslands röda lista som sällsynt. IUCN listar hela beståndet som livskraftig (LC).